# 高家花园嘉陵江轨道大桥

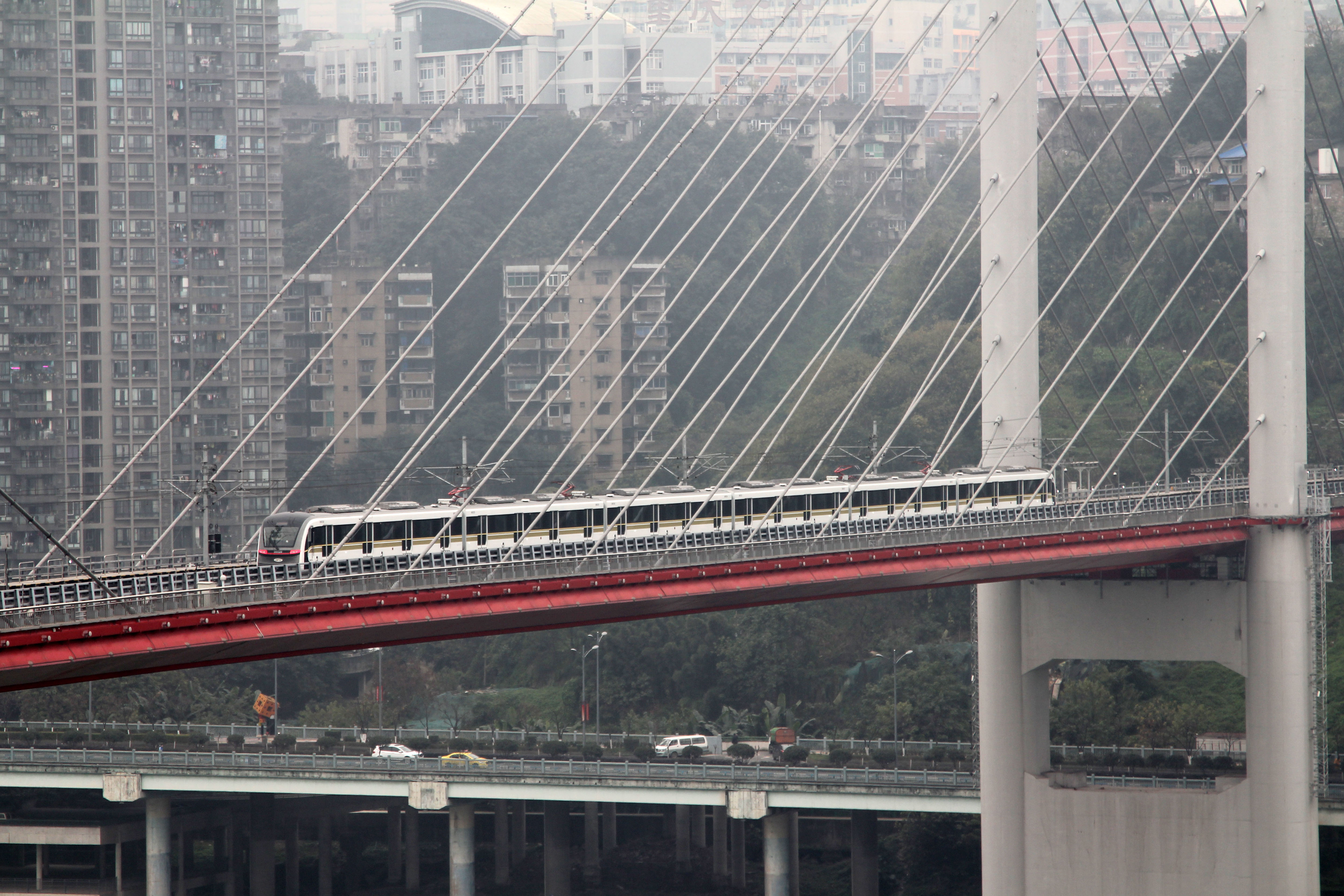
重庆轨道交通环线列车于高家花园嘉陵江轨道大桥上

高家花园嘉陵江轨道大桥位于重庆市沙坪坝区和江北区之间的嘉陵江上，是重庆轨道交通环线专用桥梁，于2018年12月18日随环线投入使用。
该桥为双塔双索面混合梁斜拉桥，全长577米，宽19.6米，主跨340米，是国内轨道专用桥中跨径最大的斜拉桥。